# Orgel der Dorpskerk Eenum
Die Orgel der Dorpskerk Eenum in der Gemeinde Eemsdelta in der niederländischen Provinz Groningen wurde im Jahr 1704 von Arp Schnitger gebaut. Sie verfügt über zehn Register auf einem Manual und hat ein angehängtes Pedal. Das Unterwerk ist als Attrappe in der Emporenbrüstung eingebaut und verleiht der kleinen Orgel ein repräsentativeres Aussehen. Gehäuse, Prospekt und fünf Register sind ganz und zwei teilweise original, wodurch die Orgel zu den am besten erhaltenen Schnitger-Orgeln zählt. Sie ähnelt den Instrumenten in Blankenhagen (1687), Harkstede (1696) und Godlinze (1704).

## Baugeschichte

### Neubau durch Schnitger 1704

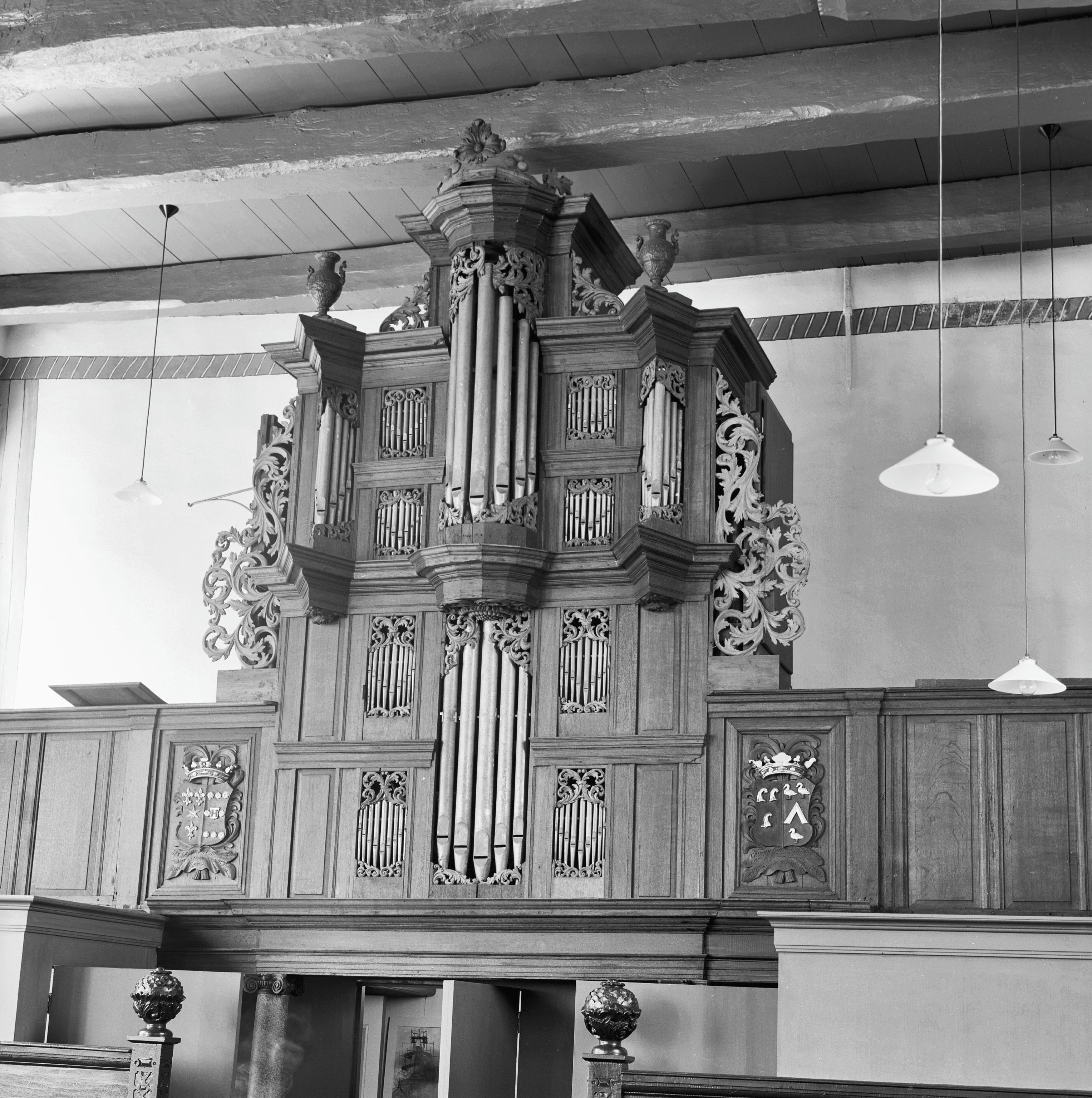
Zustand 1977 vor der Restaurierung

Schnitger baute für die Eenumer Kirche eine neue Brüstungsorgel in den Jahren 1703/1704. Das eichene Gehäuse verfertigte Allert Meijer aus Groningen. Das Instrument ist hinterspielig und besaß ursprünglich kein Pedal, da die Balganlage wahrscheinlich im Untergehäuse eingebaut war.
Das Unterwerk wird von zwei geschnitzten Wappen von Reindt Alberda und Johanna Horenken umgeben, die das Patronatsrecht innehatten. Das Wappen links trägt die Inschrift „HOC ORGANUM CURA NOBILISSIMI VIRI IN ENUM TOPARCHAE REINDT ALBERDA HOVETMANNI“, das rechte Wappen die Worte: „EISQUE GENEROSISSIMAE UXORIS IOHANNAE HORENKEN IN DEI GLORIAM FACTO ANNO 1704“. Der Prospektaufbau ist an die Orgel der Dorfkirche Blankenhagen angelehnt, die sich ursprünglich in der reformierten Kirche in Altona befand. Ober- und Unterteil weisen dieselbe Breite auf. Das Unterteil in der Brüstung ist dreiteilig und flach. Das Mittelfeld wird von zwei doppelgeschossigen Flachfeldern flankiert. Sie werden durch eine profilierte Kämpferleiste unterteilt, die außen durch die Füllungen durchlaufen. Das klingende Manualwerk im oberen Teil ist fünfachsig gegliedert und hat einen überhöhten, polygonalen Mittelturm und zwei spitze Seitentürme. Zwischen den Türmen vermitteln doppelgeschossige Flachfelder analog dem unteren Teil. 41 der 108 Prospektpfeifen sind Blindpfeifen. Alle Pfeifenfelder schließen unten und oben mit Schleierwerk ab. Ober- und Untergesims des Manualwerks sind reich profiliert. Die Seitenflügel und das Schnitzwerk neben dem Mittelturm zeigen durchbrochene Akanthusranken.

### Spätere Arbeiten
Heinrich Hermann Freytag ergänzte im Jahr 1809 ein angehängtes Pedal und schuf zwei neue Keilbälge auf der Empore.
Petrus van Oeckelen baute im Jahr 1845 die kurze Oktave vollständig aus und verbreiterte das Instrument für die Zusatztöne Cis, Dis, Fis und Gis, die auf einer Zusatzlade standen. In diesem Zuge wurden die Seitenflügel und die Kranzgesimse verändert. Die Seitentürme erhielten bekrönende Vasen im Stil des Neoklassizismus. Van Oeckelen entfernte die Woudfluyt, beiden Quinten, Sesquialter und Scherp und schuf aus Woudfluyt und Quint 3′ die neuen Register Praestant 8′ (ab g) und Bourdon 16′ (Diskant). Die Orgel verfügte nun über acht Register. Im Jahr 1891 ersetzt Jan Doornbos Freytags Bälge durch einen Magazinbalg.

### Restaurierung
Die Instrumente von Eenum und Godlinze wurden beide 1983 in die Werkstatt der Orgelmakerij Reil gebracht und gleichzeitig restauriert. Reil entfernte die seitlichen Anbauten und restaurierte das Gehäuse, die Windladen, Traktur und Klaviaturen. Die Basstöne des Pedals Cis, Dis, Fis und Gis wurden eine Oktave höher angekoppelt. Die Werkstatt rekonstruierte den Zustand von 1809 unter Einbeziehung des Magazinbalgs von 1891. Sie stellte die ursprüngliche Disposition einschließlich der kurzen Oktave wieder her. Die Seitenflügel wurden getauscht und um 180 Grad gedreht. Das Eichengehäuse wurde von sekundären Farbschichten befreit und erhielt sein holzsichtiges Aussehen zurück. Die Labien wurden vergoldet und die bekrönenden Vasen weiß gestrichen.

## Disposition seit 1987 (= 1704)
| I Manual CDEFGA–c3 |       |     |
| Praestant          | 4′    | S   |
| Holpyp             | 8′    | S   |
| Holpyp             | 4′    | S   |
| Quint              | 3′    | S/R |
| Octaaf             | 2′    | S   |
| Woudfluyt          | 2′    | S/R |
| Quinte             | 1 ⁄2′ | R   |
| Sesquialter II     | 2⁄3′  | R   |
| Scherp IV          | 1⁄2′  | R   |
| Trompet            | 8′    | S   |

| Pedal C–d1 |  |    |
| angehängt  |  | Fr |

- Tremulant (R), Windlosser

Anmerkungen
S = Schnitger (1704)
Fr = Freytag (1809)
R = Reil (1987)

## Technische Daten
- 10 Register, 14 Pfeifenreihen.
- Windversorgung: Magazinbalg (Doornbos)

  - Winddruck: 66 mmWS
- Windlade (Schnitger)
- Traktur:
  - Klaviaturen: Manual (Schnitger), Pedal (Freytag)
  - Tontraktur: Mechanisch
  - Registertraktur: Mechanisch
- Stimmung:
  - Modifiziert mitteltönige Stimmung
  - Tonhöhe: ein Halbton über a1 = 440 Hz